# بخش گلاغات
بخش گلاغات (به انگلیسی: Golaghat district) یک منطقهٔ مسکونی در هند است که در Upper Assam واقع شده‌است. بخش گلاغات ۳٬۵۰۲ کیلومتر مربع مساحت و ۱٬۰۶۶٬۸۸۸ نفر جمعیت دارد.